# ГЕС Веллз
ГЕС Веллз — гідроелектростанція у штаті Вашингтон (Сполучені Штати Америки). Знаходячись між ГЕС Вождя Джозефа (вище за течією) та ГЕС Роккі-Річ, входить до складу каскаду на річці Колумбія, котра починається у Канаді та має устя на узбережжі Тихого океану на межі штатів Вашингтон та Орегон.
У межах проекту річку перекрили комбінованою греблею, що включає центральну бетонну секцію довжиною 344 метри, обабіч якої розташовані кам'яно-накидні/земляні частини загальною довжиною 1012 метрів. Вона утворила водосховище, витягнуте по долині Колумбії на 48 км (крім того, затока довжиною 25 км виникла в долині її притоки Оканоган), яке має площу поверхні 39,4 км2 та об'єм 408 млн м3. Корисний об'єм при цьому складає 120,8 млн м3, що забезпечується коливанням рівня між позначками 235 та 238 метрів НРМ.
Інтегрований у греблю машинний зал обладнали десятьма турбінами типу Каплан потужністю по 84 МВт, які працюють при напорі у 20 метрів.